# Polystachya valentina
Polystachya valentina är en orkidéart som beskrevs av La Croix och Phillip James Cribb. Polystachya valentina ingår i släktet Polystachya och familjen orkidéer. Inga underarter finns listade i Catalogue of Life.